# Rajon Iwanytschi
Der Rajon Iwanytschi (ukrainisch Іваничівський район/Iwanytschiwskyj rajon; russisch Иваничевский район/Iwanitschewski rajon) war ein Rajon in der Oblast Wolyn in der West-Ukraine. Zentrum des Rajons war die Siedlung städtischen Typs Iwanytschi.

Flagge des Rajons

## Geographie
Der Rajon lag im Südwesten der Oblast Wolyn und grenzte im Norden an den Rajon Wolodymyr, im Nordosten an den Rajon Lokatschi, im Südosten an den Rajon Horochiw, im Süden an den Rajon Sokal (in der Oblast Lwiw) sowie im Westen an Polen (Woiwodschaft Lublin). Das ehemalige Rajonsgebiet wird im Westen und Süden vom Fluss Bug begrenzt, durch den Rajon fließt der Fluss Luha. Die Stadt Nowowolynsk lag im Westen des Rajons, war aber selbst kein Teil desselben.

## Geschichte
Der Rajon entstand 1946 nach der Verlegung der Rajonshauptstadt von Poryzk (heute Pawliwka) nach Iwanytschi, wodurch der Rajon seinen heutigen Namen erhielt. Der Rajon Poryzk entstand am 17. Januar 1940 nach der Besetzung Ostpolens durch die Sowjetunion, kam dann nach dem Beginn des Deutsch-Sowjetischen Krieges im Juni 1941 ins Reichskommissariat Ukraine in den Generalbezirk Brest-Litowsk/Wolhynien-Podolien, Kreisgebiet Wladimir-Wolynsk und nach der Rückeroberung 1944 wieder zur Sowjetunion in die Ukrainische SSR. Der Rajon Iwanytschi bestand dann in kleinerer Form als heute zum 30. Dezember 1962, als er mit dem Rajon Wolodymyr vereinigt wurde., dieser Schritt wurde jedoch am 8. Dezember 1966 wieder rückgängig gemacht. Zwischen 1957 und 1962 wurde das Rajonszentrum abermals nach Nowowolynsk verlegt, nach der Wiedererrichtung am 8. Dezember 1966 wurde aber Iwanytschi wieder Rajonshauptstadt, 1991 wurde der Rajon dann ein Teil der heutigen Ukraine.
Am 18. Juli 2020 kam es im Zuge einer großen Rajonsreform zum Anschluss des Rajonsgebietes an den Rajon Wolodymyr.

## Administrative Gliederung
Auf kommunaler Ebene war der Rajon in 1 Siedlungsgemeinde, 8 Landratsgemeinden und 3 Landgemeinden unterteilt, denen jeweils einzelne Ortschaften untergeordnet waren.
Zum Verwaltungsgebiet gehörten:
- 1 Siedlung städtischen Typs
- 58 Dörfer

### Siedlung städtischen Typs
| Siedlungen städtischen Typs | Siedlungen städtischen Typs | Siedlungen städtischen Typs | Siedlungen städtischen Typs |
| Name                        | Name                        | Name                        | Name                        |
| ukrainisch transkribiert    | ukrainisch                  | russisch                    | polnisch                    |
| --------------------------- | --------------------------- | --------------------------- | --------------------------- |
| Iwanytschi                  | Іваничі                     | Иваничи (Iwanitschi)        | Iwanicze                    |

### Dörfer
| Dörfer                   | Dörfer              | Dörfer                                     | Dörfer                | Dörfer            |
| Name                     | Name                | Name                                       | Name                  | Gemeindezuordnung |
| ukrainisch transkribiert | ukrainisch          | russisch                                   | polnisch              | Gemeindezuordnung |
| ------------------------ | ------------------- | ------------------------------------------ | --------------------- | ----------------- |
| Bilytschi                | Біличі              | Беличи (Belitschi)                         | Bilicze               | Lytowesch         |
| Bortniw                  | Бортнів             | Бортнов (Bortnow)                          | Bortnów               | Poromiw           |
| Budjatytschi             | Будятичі            | Будятичи (Budjatitschi)                    | Budziatycze           | Stara Lischnja    |
| Buschanka                | Бужанка             | Бужанка                                    | Bużanka               | Poromiw           |
| Buschkowytschi           | Бужковичі           | Бужковичи (Buschkowitschi)                 | Buszkowicze           | Lukowytschi       |
| Chreniw                  | Хренів              | Хренов (Chrenow)                           | Chrenów               | Hrjady            |
| Dolynka                  | Долинка             | Долинка (Dolinka)                          | Dolinka               | Iwanytschi        |
| Drewyni                  | Древині             | Древини (Drewini)                          | Drewinie              | Iwanytschi        |
| Hrjady                   | Гряди               | Гряды (Grjady)                             | Kałusów               | Hrjady            |
| Hruschiw                 | Грушів              | Грушев (Gruschew)                          | Gruszów               | Myljatyn          |
| Hrybowyzja               | Грибовиця           | Грибовица (Gribowiza)                      | Grzybowica            | Hrybowyzja        |
| Iwaniw                   | Іванів              | Иванов (Iwanow)                            | Janów                 | Poromiw           |
| Iwaniwka                 | Іванівка            | Ивановка (Iwanowka)                        | Janewicze             | Iwanytschi        |
| Klopotschyn              | Клопочин            | Клопочин (Klopotschin)                     | Kłopoczyn             | Pawliwka          |
| Kretschiw                | Кречів              | Кречев (Kretschew)                         | Krzeczów              | Lytowesch         |
| Kropywschtschyna         | Кропивщина          | Крапивщина (Krapiwschtschina)              | Kropiwszczyzna        | Hrjady            |
| Kolona                   | Колона              | Колона                                     | Kołonna               | Kolona            |
| Kosmiwka                 | Космівка            | Космовка (Kosmowka)                        | Kosmówka              | Stara Lischnja    |
| Leschnyzja               | Лежниця             | Лежница (Leschniza)                        | Leżnica               | Poromiw           |
| Luhowe                   | Лугове              | Луговое (Lugowoje)                         | Szczeniatyn Mały      | Iwanytschi        |
| Lukowytschi              | Луковичі            | Луковичи (Lukowitschi)                     | Łukowicze             | Lukowytschi       |
| Lytowesch                | Литовеж             | Литовеж (Litowesch)                        | Litowiż               | Lytowesch         |
| Mentschytschi            | Менчичі             | Менчичи (Mentschitschi)                    | Męczyce               | Iwanytschi        |
| Morosowytschi            | Морозовичі          | Морозовичи (Morosowitschi)                 | Morozowicze           | Morosowytschi     |
| Mownyky                  | Мовники             | Мовники (Mowniki)                          | Molników              | Lytowesch         |
| Mychalje                 | Михалє              | Михале (Michale)                           | Michale               | Poromiw           |
| Mlynyschtsche            | Млинище             | Млынище (Mlynischtsche)                    | Młyniska              | Poromiw           |
| Myljatyn                 | Милятин             | Милятин (Miljatin)                         | Milatyn               | Myljatyn          |
| Myschiw                  | Мишів               | Мышев (Myschew)                            | Myszów                | Iwanytschi        |
| Nowa Lischnja            | Нова Лішня          | Новая Лешня (Nowaja Leschnja)              | Lisznia Nowa          | Stara Lischnja    |
| Nyskynytschi             | Низкиничі           | Низкиничи (Niskinitschi)                   | Niskienicze           | Hrjady            |
| Oryschtschi              | Орищі               | Орищи (Orischtschi)                        | Oryszcze              | Lukowytschi       |
| Osmylowytschi            | Осмиловичі          | Осмиловичи (Osmilowitschi)                 | Ośmihowicze           | Stara Lischnja    |
| Pawliwka                 | Павлівка            | Павловка (Pawlowka)                        | Poryck                | Pawliwka          |
| Pereslawytschi           | Переславичі         | Переславичи (Pereslawitschi)               | Przesławicze          | Pawliwka          |
| Petrowe                  | Петрове             | Петрово (Petrowo)                          | Cucniów               | Poromiw           |
| Poromiw                  | Поромів             | Поромов (Poromow)                          | Poromów               | Poromiw           |
| Radowytschi              | Радовичі            | Радовичи (Radowitschi)                     | Radowicze             | Radowytschi       |
| Romaniwka                | Романівка           | Романовка (Romanowka)                      | Romanówka             | Iwanytschi        |
| Russowytschi             | Русовичі            | Русовичи (Russowitschi)                    | Rusowicze             | Morosowytschi     |
| Rykowytschi              | Риковичі            | Рыковичи (Rykowitschi)                     | Rykowicze             | Pawliwka          |
| Sabolotzi                | Заболотці           | Заболотцы (Sabolotzy)                      | Zabołotce             | Lytowesch         |
| Samowolja                | Самоволя            | Самоволя                                   | Samowola              | Pawliwka          |
| Sastawne                 | Заставне            | Заставное (Sastawnoje)                     | Żdżary                | Lytowesch         |
| Sawydiw                  | Завидів             | Завидов (Sawidow)                          | Zawidów               | Pawliwka          |
| Schachtarske             | Шахтарське          | Шахтёрское (Schachtjorskoje)               | Dorohiniczki          | Poromiw           |
| Schaschkowytschi         | Жашковичі           | Жашковичи (Schaschkowitschi)               | Zaszkiewicze          | Pawliwka          |
| Schtschenjatyn           | Щенятин             | Щенятин (Schtschenjatin)                   | Szczeniatyn Duży      | Radowytschi       |
| Sosnyna                  | Соснина             | Соснина (Sosnina)                          | Biskupice Szlacheckie | Iwanytschi        |
| Stara Lischnja           | Стара Лішня         | Старая Лешня (Staraja Leschnja)            | Lisznia Stara         | Stara Lischnja    |
| Starosillja              | Старосілля          | Староселье (Staroselje)                    | Lachów                | Pawliwka          |
| Staryj Poryzk            | Старий Порицьк      | Старый Порицк (Stary Porizk)               | Stary Poryck          | Pawliwka          |
| Topylyschtsche           | Топилище            | Топилище (Topilischtsche)                  | Topieliszcze          | Pawliwka          |
| Trubky                   | Трубки              | Трубки (Trubki)                            | Trubki                | Pawliwka          |
| Tyschkowytschi           | Тишковичі           | Тишковичи (Tischkowitschi)                 | Tyszkiewicze          | Hrjady            |
| Werchniw                 | Верхнів             | Верхнов (Werchnow)                         | Werchnów              | Poromiw           |
| Wolyzja                  | Волиця              | Волица (Woliza)                            | Wolica                | Kolona            |
| Wolyzja-Morosowyzka      | Волиця-Морозовицька | Волица-Морозовицкая (Woliza-Morosowizkaja) | Wolica Morozowicka    | Morosowytschi     |